# Eclipse solar de 4 de janeiro de 2011

Animação do eclipse de 4 de janeiro de 2011.

O eclipse solar de 4 de janeiro de 2011 foi um eclipse parcial do Sol visto no norte da África, na Europa e na Ásia. O fenômeno começou às 6h40min UT no norte da Argélia e terminou às 11h01min UT na Ásia central. A maior magnitude ocorreu no norte da Suécia às 8h51min UT. Teve magnitude de 0,85759 e foi o eclipse número 14 da série Saros 151.

## Transmissão ao vivo
Esse eclipse foi transmitido ao vivo pela internet a partir do Observatório Bareket em Israel, tornando possível que fosse acompanhado em tempo real por qualquer pessoa conectada à rede mundial de computadores.